# Saint-Denis-d’Authou
Saint-Denis-d’Authou település Franciaországban, Eure-et-Loir megyében. Lakosainak száma 475 fő (2018. január 1.). Saint-Denis-d’Authou Frétigny, Thiron-Gardais és Arcisses községekkel határos.

## Népesség
A település népessége az elmúlt években az alábbi módon változott:
| Lakosok száma | 493  | 487  | 501  | 494  | 475  |
|               | 2013 | 2015 | 2016 | 2017 | 2018 |